# Katalin Kovács
Katalin Kovács (* 29. Februar 1976 in Budapest) ist eine ungarische Kanutin. Sie war mehrfache Weltmeisterin und dreifache Olympiasiegerin im Kajak.

## Werdegang
Ihren ersten internationalen Erfolg feierte Katalin Kovács mit dem zweiten Platz bei den Kanu-Weltmeisterschaften 1997 im Vierer-Kajak über 500 Meter. Im Jahr darauf konnte sie in der nicht-olympischen Sprintdistanz im Vierer-Kajak über 200 Meter ihren ersten Weltmeistertitel gewinnen. Die ersten Einzeltitel gewann sie 2002  über 500 und 1000 Meter, nachdem sie 1999 im K1 über 1000 Meter und 2001 im selben Boot über 500 Meter bereits Bronzemedaillen gewonnen hatte. Im Zweier-Kajak war sie mit ihren Partnerinnen Szilvia Szabó und später Natasa Janics sowie Danuta Kozák erfolgreich, sie gewann drei Goldmedaillen 2005 über 200, 500 und 1000 Meter. Im Jahr 2006 schaffte sie dieses Triple erneut im Zweier sowie erstmals auch im Vierer.
Auch bei Olympischen Spielen war Kovács erfolgreich, fünf Silbermedaillen aus Sydney, Athen, Peking und London werden durch die Olympiasiege 2004 und 2008 im Zweier-Kajak über 500 Meter und 2012 im Vierer-Kajak gekrönt.
Bei Kanu-Weltmeisterschaften erzielte Kovács 30 Titel (Stand: Dezember 2013). Sie zählt damit neben der Deutschen Birgit Fischer, die 27 WM-Titel erringen konnte, zu den erfolgreichsten Kanutinnen der WM-Geschichte.

## Sonstiges
Ihr Heimatverein ist Bp. Spartacus, MTK. Bei einer Größe von 1,73 Meter hat sie ein Wettkampfgewicht von 64 kg.

## Internationale Erfolge

### Olympische Spiele

#### 2000 in Sydney
- Silbermedaille, Zweier-Kajak 500 m
- Silbermedaille, Vierer-Kajak 500 m

#### 2004 in Athen
- Goldmedaille, Zweier-Kajak 500 m
- Silbermedaille, Vierer-Kajak 500 m

#### 2008 in Peking
- Goldmedaille, Zweier-Kajak 500 m
- Silbermedaille, Vierer-Kajak 500 m

#### 2012 in London
- Silbermedaille, Zweier-Kajak 500 m
- Goldmedaille, Vierer-Kajak 500 m

### Weltmeisterschaften im Kanurennsport

#### 1997
- Silbermedaille, Vierer-Kajak 500 m

#### 1998
- Goldmedaille, Vierer-Kajak 200 m
- Silbermedaille, Vierer-Kajak 500 m

#### 1999
- Goldmedaille, Vierer-Kajak 200 m
- Goldmedaille, Vierer-Kajak 500 m
- Bronzemedaille, Zweier-Kajak 500 m
- Bronzemedaille, Einer-Kajak 1000 m

#### 2001
- Goldmedaille, Vierer-Kajak 200 m
- Goldmedaille, Vierer-Kajak 500 m
- Bronzemedaille, Einer-Kajak 500 m

#### 2002
- Goldmedaille, Einer-Kajak 1000 m
- Goldmedaille, Einer-Kajak 500 m
- Goldmedaille, Vierer-Kajak 500 m

#### 2003
- Goldmedaille, Einer-Kajak 1000 m
- Goldmedaille, Einer-Kajak 500 m
- Goldmedaille, Vierer-Kajak 500 m

#### 2005
- Goldmedaille, Zweier-Kajak 200 m
- Goldmedaille, Zweier-Kajak 500 m
- Goldmedaille, Zweier-Kajak 1000 m

#### 2006
- Goldmedaille, Zweier-Kajak 200 m
- Goldmedaille, Zweier-Kajak 500 m
- Goldmedaille, Zweier-Kajak 1000 m
- Goldmedaille, Vierer-Kajak 500 m
- Goldmedaille, Vierer-Kajak 1000 m
- Goldmedaille, Vierer-Kajak 200 m

#### 2007
- Goldmedaille, Einer-Kajak 500 m
- Goldmedaille, Einer-Kajak 1000 m
- Silbermedaille, Vierer-Kajak 200 m
- Silbermedaille, Vierer-Kajak 500 m

#### 2009
- Goldmedaille, Einer-Kajak 500 m
- Goldmedaille, Einer-Kajak 1000 m
- Goldmedaille, Zweier-Kajak 200 m
- Goldmedaille, Vierer-Kajak 500 m
- Silbermedaille, Vierer-Kajak 200 m

#### 2010
- Goldmedaille, Zweier-Kajak 200 m
- Goldmedaille, Vierer-Kajak 500 m
- Silbermedaille, Einer-Kajak 1000 m

#### 2011
- Goldmedaille, Zweier-Kajak 200 m
- Goldmedaille, Vierer-Kajak 500 m

#### 2013
- Silbermedaille, Zweier-Kajak 500 m